# استیفن هاپکینز
استیفن هاپکینز (Stephen Hopkins) (زادهٔ ۷ مارس ۱۷۰۷ – درگذشتهٔ ۱۳ ژوئیه ۱۷۸۵)، از پدران بنیان‌گذار ایالات متحده، فرماندار مستعمرهٔ رود آیلند و کشتزارهای پراویدنس، قاضی ارشد دادگاه عالی رود آیلند و امضا کنندهٔ اساس‌نامه و اعلامیهٔ استقلال آمریکا بود. او نوهٔ ویلیام هاپکینز، سیاستمدار برجستهٔ دوران مستعمراتی آمریکا و از خانواده‌ای سرشناس از اهالی رود آیلند بود. جد بزرگ او، توماس هاپکینز که از نخستین مهاجران کشتزارهای پراویدنس بود، در سال ۱۶۳۵، به همراه خویشاوند خود بندیکت آرنولد با کشتی از انگلستان به آنجا آمد. بندیکت آرنولد تحت فرمان سلطنتی تصویب شده در سال ۱۶۶۳، اولین فرماندار مستعمرهٔ رود آیلند شد.
هاپکینز در کودکی علاقهٔ زیادی به کتاب خواندن داشت و در زمینهٔ علوم، ریاضیات و ادبیات به پژوهشگری سخت کوش تبدیل شد. او نقشه‌بردار و ستاره‌شناس بود. در طی گذر سیارهٔ زهره از مقابل خورشید در سال ۱۷۶۹ در بررسی و سنجش آن نقش داشت. او در ۲۳ سالگی به عنوان قاضی صلح در شهر تازه تأسیس سیچوئت، ایالت رود آیلند آغاز به کار کرد. طولی نکشید که قاضی دادگاه صلح شد و همزمان گهگاه به عنوان سخنگوی مجلس نمایندگان و رئیس شورای شهر سیچوئت نیز خدمت می‌کرد. او علاوه بر فعالیت در امور مدنی، سهام‌دار یک کارخانهٔ ذوب آهن و تاجری موفق بود که در نقاشی طنزآمیز جان گرین‌وود در دههٔ ۱۷۵۰ به نام می‌گساری فرماندهان دریایی در سورینام به تصویر کشیده شد. هاپکینز از مه ۱۷۴۷ تا مه ۱۷۴۹ به عنوان قاضی دادگاه عالی رود آیلند خدمت کرد. او در مه ۱۷۵۱ سومین قاضی ارشد این نهاد شد و تا مه ۱۷۵۵ خدمت کرد. در سال ۱۷۵۵، او به عنوان فرماندار مستعمرهٔ رود آیلند انتخاب شد و ۹ سال از ۱۵ سال بعدی را در این سمت خدمت کرد.
یکی از بحث برانگیزترین مسائل سیاسی در زمان هاپکینز استفاده از اسکناس در برابر ارز ثابت بود. ساموئل وارد، رقیب سیاسی هاپکینز، طرفدار ارز ثابت بود، در حالی که هاپکینز حامی استفاده از اسکناس بود. رقابت میان این دو نفر به حدی شدید شد که هاپکینز درخواست ۴۰۰۰۰ پوند خسارت کرد، اما پرونده را در دادگاه باخت و مجبور شد هزینه‌های دادگاه را بپردازد. تا اواسط دههٔ ۱۷۶۰، رقابت و مجادله میان این دو نفر به مشکلی جدی برای دولت مستعمرهٔ رود آیلند تبدیل شد و با درک این موضوع، آنها سعی کردند با یکدیگر آشتی کنند که در بدو امر موفقیت‌آمیز نبود. سرانجام هر دو توافق کردند که در سال ۱۷۶۸ در انتخابات کاندیدا نشوند و جوزیاس لیندون به عنوان کاندیدا مصالحه، فرماندار مستعمرهٔ رود آیلند شد.
در سال ۱۷۷۰، هاپکینز یک بار دیگر رئیس دادگاه عالی رود آیلند شد و در دوران این تصدی، یکی از افراد مهم در رسیدگی به ماجرای گاسپی در سال ۱۷۷۲ در رود آیلند بود، زمانی که گروهی از شهروندان خشمگین رود آیلند، کشتی دولتی بریتانیا را به آتش کشیدند.
در تابستان ۱۷۷۶، هاپکینز در حالی که لرزش دست داشت، اعلامیهٔ استقلال آمریکا را امضاء کرد. او در حالی که دست راستش را با دست چپ خود گرفته بود، اعلامیه را امضاء و اظهار داشت: «دستم می‌لرزد، اما قلبم نه». او تا سپتامبر ۱۷۷۶ در کنگرهٔ قاره‌ای خدمت نمود و درنهایت به خاطر بیماری کناره‌گیری کرد. او از حامیان مقتدر کالج مستعمرهٔ انگلیسی رود آیلند و کشتزارهای پراویدنس (که بعدها دانشگاه براون نام گرفت) و اولین رئیس این مؤسسه بود. هاپکینز در سال ۱۷۸۵، در ۷۸ سالگی در پراویدنس درگذشت و در گورستان شمالی به خاک سپرده شد. او را بزرگترین دولتمرد رود آیلند نامیده‌اند. در سال ۱۷۷۴، هاپکینز شش یا هفت برده داشت که در آن زمان، او را در زمرهٔ پنج درصد برتر برده‌داران قرار می‌داد.

## نیاکان و اوایل زندگی
هاپکینز در پراویدنس در مستعمرهٔ رود آیلند و کشتزارهای پراویدنس چشم به جهان گشود. او دومین فرزند از ۹ فرزند ویلیام و روث (ویلکینسون) هاپکینز بود.

## وفات و میراث

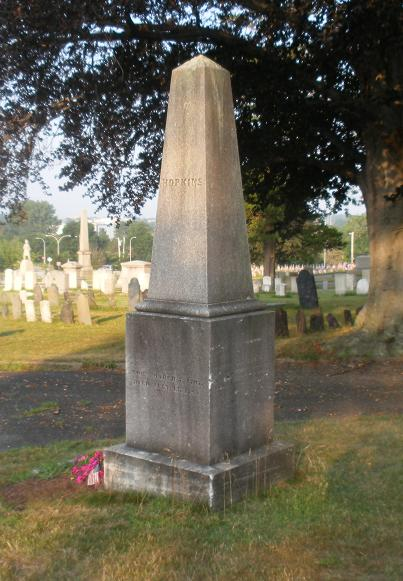
مقبره استیفن هاپکینز

در سپتامبر ۱۷۷۶، هاپکینز به دلیل بیماری از کنگرهٔ قاره‌ای کناره‌گیری کرد و به خانه‌اش در رود آیلند بازگشت، هرچند از سال ۱۷۷۷ تا ۱۷۷۹ همچنان عضو فعال مجمع عمومی رود آیلند بود. او در ۱۳ ژوئیه ۱۷۸۵، در ۷۸ سالگی در خانه‌اش در پراویدنس درگذشت و در گورستان شمالی به خاک سپرده شد.
هاپکینز در سال ۱۷۵۳ به تأسیس کتابخانهٔ خصوصی پراویدنس کمک کرد و یکی از اعضای انجمن فلسفی نیوپورت بود. شهر هاپکینتون در رود آیلند بعدها به افتخار او نام‌گذاری شد. همچنین، کشتی استیفن هاپکینز که به افتخار او نام‌گذاری شد، اولین کشتی ایالات متحده بود که یک کشتی جنگی آلمانی را در جنگ جهانی دوم غرق کرد.
اگرچه هاپکینز تا حد زیادی خودآموخته بود، اما به عنوان متولی یا عضو هیئت مدیره به همراه کشیش جیمز منینگ، ساموئل وارد، جان براون، نیکلاس براون، موزس براون، کشیش باپتیست ایزاک بکس، کشیش باپتیست ساموئل استیلمن و کشیش پروتستان ازرا استایلز در تأسیس دانشگاه براون کنونی در شهر پراویدنس در ایالت رود آیلند نقش اساسی داشت. هاپکینز از سال ۱۷۶۴ تا ۱۷۸۵،‏ رئیس دانشگاه براون بود. خانه‌اش به نام خانهٔ فرماندار استیفن هاپکینز که در ابتدا در خیابان هاپکینز و سات مِین در پراویدنس قرار داشت، پس از مرگ او، دو بار به مکان‌های دیگری در خیابان هاپکینز منتقل شد. در حال حاضر این خانه در خیابان ۱۵هاپکینز، نبش خیابان بنفیت و در کنار محوطهٔ دانشگاه براون قرار دارد و جزء بناهای تاریخی ایالات متحده است.

## خانواده
در سال ۱۷۲۶، هاپکینز با سارا اسکات، دختر سیلوانوس اسکات و جوآنا جنکس و نوادهٔ مهاجران کشتزارهای پراویدنس، ریچارد اسکات و کاترین ماربری، کوچکترین خواهر دگراندیش سرشناس مذهبی، آن هاچینسون ازدواج کرد. ریچارد اسکات اولین عضو فرقهٔ کویکر در پراویدنس بود. هاپکینز هفت فرزند داشت که پنج آنها تا دوران بزرگسالی زندگی کردند. همسرش در ۹ سپتامبر ۱۷۵۳ در ۴۶ سالگی درگذشت و هاپکینز با آن اسمیت، دختر بنجامین اسمیت ازدواج کرد. آنها صاحب فرزند نشدند. برادر کوچکتر هاپکینز، اِسک هاپکینز، اولین فرماندهٔ کل قوای نیروی دریایی در زمان جنگ‌های استقلال آمریکا و برادرش ویلیام تاجری سرشناس بود. پسر دایی هاپکینز، جمایما ویلکینسون مُبلغ فرقهٔ کویکر و دوست او بود.

## کتابشناسی
- Arnold, Samuel Greene (1894). History of the State of Rhode Island and Providence Plantations. Vol. 2. Providence: Preston and Rounds. ISBN 978-1-4290-2276-7.
- Austin, John Osborne (1887). Genealogical Dictionary of Rhode Island. Albany, New York: J. Munsell's Sons. ISBN 978-0-8063-0006-1.
- Bamberg, Cherry Fletcher; Hopkins, Donald R. (January 2012). "The Slaves of Gov. Stephen Hopkins". New England Historical and Genealogical Register. 33: 11–27. ISBN 978-0-7884-0293-7.
- Bicknell, Thomas Williams (1920). The History of the State of Rhode Island and Providence Plantations. Vol. 3. New York: The American Historical Society. OCLC 1953313.
- Browning, Charles Henry (1883). Americans of Royal Descent. Philadelphia: Porter & Coates.
- Moriarity, G. Andrews (April 1944). "Additions and Corrections to Austin's Genealogical Dictionary of Rhode Island". The American Genealogist. 20: 224–25.
- Richman, Irving Berdine (1905). Rhode Island: A Study in Separatism. Boston and New York: Houghton Mifflin Company. p. 191. Stephen Hopkins.
- Sanderson, John; Conrad, Robert Taylor (1846). Biography of the Signers to the Declaration of Independence. Philadelphia: Thomas, Cowperthwait & Company. Stephen Hopkins.
- Smith, Joseph Jencks (1900). Civil and Military List of Rhode Island, 1647–1800. Providence, RI: Preston and Rounds, Co. hopkins.
- Staples, William R. (1845). The Documentary History of the Destruction of the Gaspee. Providence: Knowles, Vose, and Anthony. Hopkins.

منابع آنلاین
- "'1776,' the Musical Still Tugs at America's Heart". The Georgetowner. March 15, 2012. Retrieved May 18, 2012.
- "Burton family". Rootsweb at Ancestry.com. 2012. Retrieved May 19, 2012.
- "Charter of Brown University" (PDF). Brown University. 1945. Retrieved October 27, 2012.
- "Colonial American Merchants Satirized in Art" (PDF). National Humanities Center. 2009. Retrieved September 18, 2012.
- "Coyne Genealogy (Amey Whipple & Robert Gibbs)". Rootsweb at Ancestry.com. 2012. Retrieved May 19, 2012.
- "Ford's Brings History Alive by Humanizing Founding Fathers". The Washington Diplomat. May 2012. Retrieved May 18, 2012.
- "Governor (and Chief Justice) Stephen Hopkins (1707–1785)". Gaspee Virtual Archives. July 2009. Retrieved May 12, 2012.
- "Interactive John Trumbull's "Declaration of Independence"". Quiz-tree.com. Retrieved May 18, 2012.
- "John Adams autobiography part 1". Massachusetts Historical Society. Archived from the original on 11 February 2012. Retrieved November 11, 2008.
- "Key to "Declaration of Independence". American Revolution.org. Retrieved May 18, 2012.
- "Key to Trumbull's Declaration of Independence". wikimedia.org. Retrieved May 18, 2012.
- "Memorable quotes for 1776". IMDb. 2012. Retrieved October 27, 2012.
- "Stephen Hopkins". Find-a-grave. January 1, 2001. Retrieved May 18, 2012.